# Ново Бешеново
Ново Бешеново (рум. Dudeștii Noi) је насеље и општина у Румунији у округу Тимиш. Oпштина се налази на надморској висини од 88 m.

## Прошлост
Аустријски царски ревизор Ерлер је 1774. године констатовао да место "Бешенова" припада Сентандрашком округу, Темишварског дистрикта. Ту је била римокатоличка црква, а становништво је било немачко.

## Становништво
Према подацима из 2002. године у насељу је живело 2395 становника.

### Попис2002.
| Расподела становништва по националности 2002.‍ | Расподела становништва по националности 2002.‍ | Расподела становништва по националности 2002.‍ | Расподела становништва по националности 2002.‍ | Расподела становништва по националности 2002.‍ |
| --------------------------------------------- | --------------------------------------------- | --------------------------------------------- | --------------------------------------------- | --------------------------------------------- |
|                                               |                                               |                                               |                                               |                                               |
| Румуни                                        | Румуни                                        |                                               | 2.234                                         | 93,7%                                         |
| Мађари                                        | Мађари                                        |                                               | 36                                            | 1,5%                                          |
| Роми                                          | Роми                                          |                                               | 64                                            | 2,7%                                          |
| Немци                                         | Немци                                         |                                               | 44                                            | 1,8%                                          |
| Срби                                          | Срби                                          |                                               | 6                                             | 0,3%                                          |